# 辛西雅
辛西雅·孟（英語：Cynthia Maung，1959年12月6日—），生於緬甸仰光，她是緬甸甲良族的醫生，並在泰國邊境的美索創建了梅道診所。

## 生平
辛西雅醫生畢業於仰光大學之後曾在位於當時緬甸首都內的數間醫院服務，她曾服務於北歐卡拉帕醫院（North Okkalapa General Hospital）。 
在1988年8月8日，現任的緬甸軍政府下令歐卡帕拉的軍隊對當地抗議學生進行掃射並槍殺眾多無辜百姓，辛西雅醫生因此便與眾多學生一同逃往泰國邊境。隔年2月，辛西雅醫生便在美索的郊區為來自緬甸的難民建立起一間小型的診所，此即梅道診所。今日，梅道診所每年為將近十萬名的病人診療，從木板搭建出診所的草創時期至今日的小具規模，今日在梅道診所裡已有超過百名的工作者，他們純粹依靠外界捐款以維持其營運。

## 影響
辛西雅醫生常受尊稱為緬甸的德蕾莎修女，她曾受諾貝爾和平獎提名並曾因她的事蹟而數度獲得極具殊榮的獎項，其中包括了麥格塞塞獎 以及具有醫療諾貝爾獎之稱的喬那森曼全球健康人權獎（Jonathan Mann Award for Global Health and Human Rights）。2003年她獲選為亞洲時代雜誌之年度女英雄。2007年，前往台灣領取台灣民主基金會頒發之亞洲民主人權獎項。